# St. Thomas (jazznummer)
St. Thomas is een van de bekendste nummers van jazz tenorsaxofonist Sonny Rollins.
Rollins’ opname van "St. Thomas" is gebaseerd op een traditionele calypso-melodie afkomstig van de Maagdeneilanden. Zijn moeder zong die melodie voor Sonny toen hij een kleine jongen was. Saint Thomas is ook de naam van een van de Maagdeneilanden.
"St. Thomas" werd populair toen het werd uitgebracht op Rollins' album Saxophone Colossus uit 1956. Dit was echter niet de eerste jazz-versie van de melodie, in 1955 had pianist Randy Weston het onder de titel "Fire Down There" opgenomen voor zijn album Get Happy. Rollins’ opname kwam tot stand met de hulp van drummer Max Roach, pianist Tommy Flanagan en bassist Doug Watkins. Het nummer groeide uit tot een jazzstandard en werd door tientallen artiesten in hun repertoire opgenomen.
"St. Thomas"  komt ook voor in de soundtrack van de videogame Grand Theft Auto IV.